# アミラル・シャルネ級装甲巡洋艦
| アミラル・シャルネ級装甲巡洋艦 | アミラル・シャルネ級装甲巡洋艦 |
| ------------------------------ | --- |
| 写真はアミラル・シャルネ       | |
| 艦級概観                       | |
| 艦種                           | 装甲巡洋艦 |
| 艦名                           | |
| 前級                           | デュピュイ・ド・ローム |
| 次級                           | ポテュオ |
| 性能諸元                       | |
| 排水量                         | 基準：4,681トン |
| 全長                           | 106.0m -m（水線長） |
| 全幅                           | 13.97m |
| 吃水                           | 6.0m |
| 機関                           | ベルヴィール式石炭専焼水管缶16基 ＋横置型三段膨張式レシプロ機関（ブリュイ：直立型）2基2軸 |
| 最大出力                       | 8,000hp |
| 最大速力                       | 18.2ノット |
| 航続距離                       | -ノット/-海里（石炭:600トン） |
| 乗員                           | 393名 |
| 兵装                           | Model 1887 19.4cm（45口径）単装速射砲2基 Model 1887-91 13.8cm（45口径）単装速射砲6基 Model 1891 6.5cm（50口径）単装速射砲4基 オチキス 4.7cm（43口径）単装機砲8基 オチキス 3.7cm（23口径）回転式五連装機砲6基 45cm水上魚雷発射管単装4基 |
| 装甲                           | 舷側：91.4mm（水線面主装甲） 甲板：40.6mm（水平面）、45.7mm（傾斜部） 主砲塔：109mm（最厚部） 司令塔：109mm（最厚部） |

アミラル・シャルネ級装甲巡洋艦 ( croiseur cuirassé de classe Amiral Charner) は、フランス海軍の装甲巡洋艦の艦級。単艦での通商破壊戦から艦隊直衛までの汎用装甲巡洋艦として1889-91年計画で設計されたクラスである。設計はディパージ。

## 概要
アミラル・シャルネ級は1889-91年度海軍整備計画により「デュピュイ・ド・ローム」の小型版として建造された。船体の小型さ故に副砲を前級の16cm砲から14cm砲に口径を縮小化し、機関も3軸推進から2軸推進へと変更された。このため、速力は前級よりも約1.5ノット低下し、舷側装甲も若干薄くなった。

## 艦形について

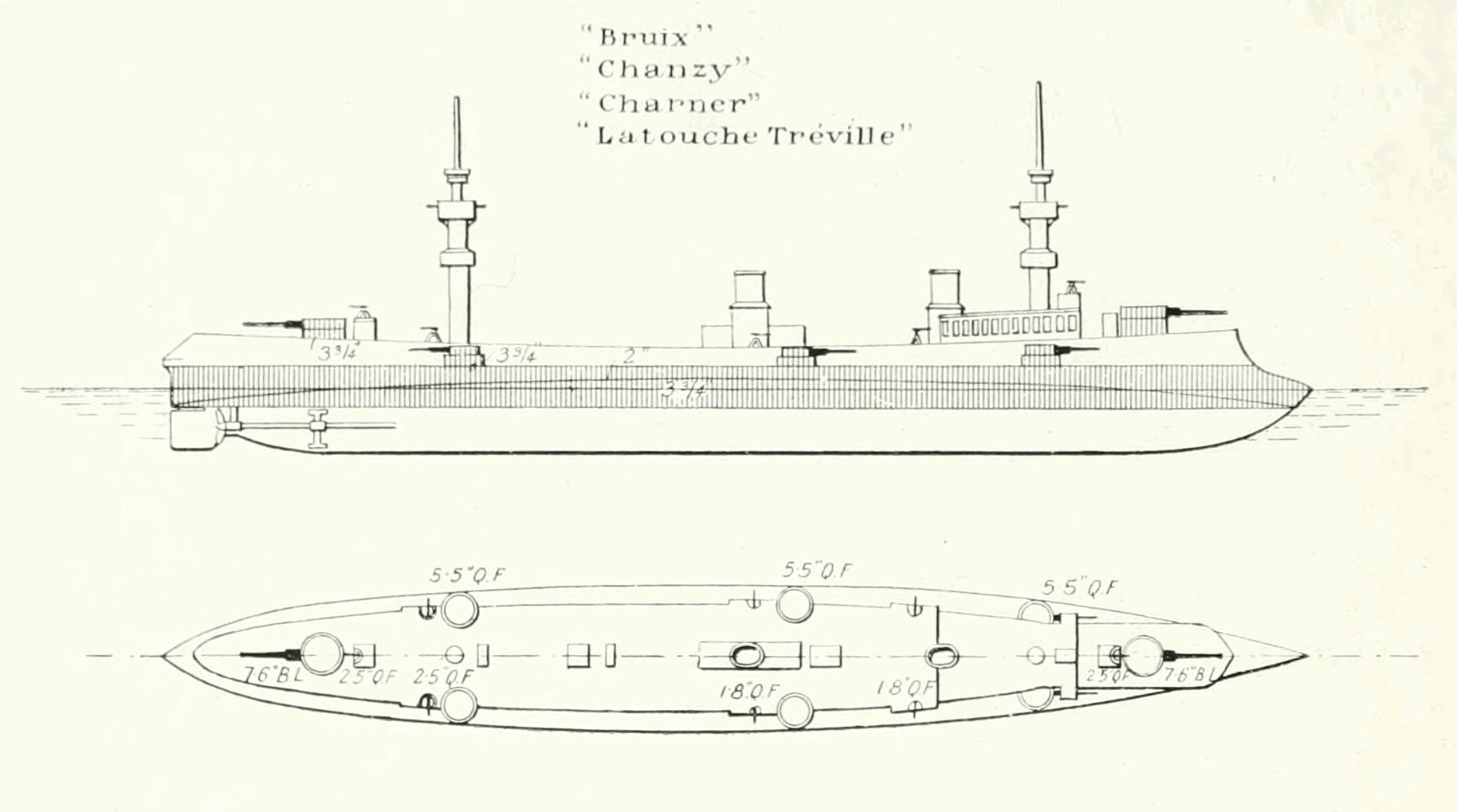
本級の武装・装甲配置を示した図。

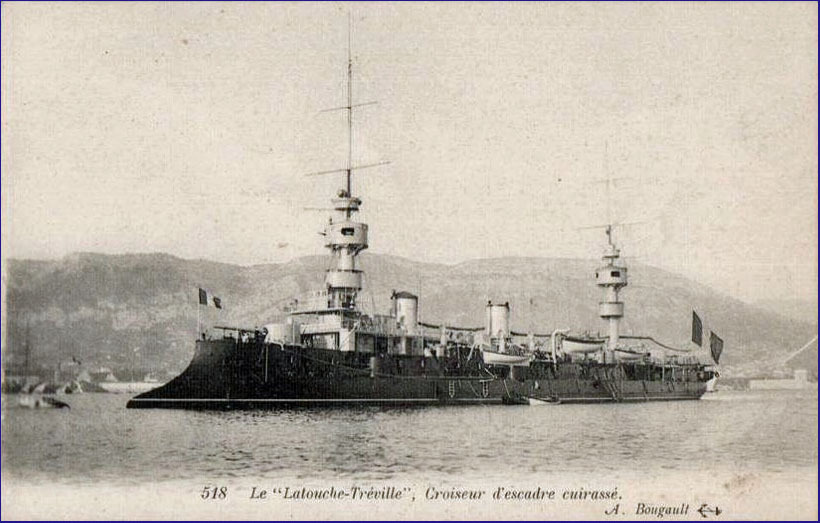
写真は「ラトゥーシュ・トレヴィル」。

船体形状は当時、フランス海軍が主力艦から軽艦艇に至るまで主に導入していたタンブル・ホーム型船体である。これは、水線部から上の構造を複雑な曲線を用いて引き絞り、船体重量を軽減できる船体方式で、他国では帝政ロシア海軍やドイツ海軍、アメリカ海軍の前弩級戦艦や巡洋艦にも採用された。外見上の特徴として水線下部の艦首・艦尾は著しく突出し、かつ舷側甲板よりも水線部装甲の部分が突出すると言った特徴的な形状をしている。このため、水線下から甲板に上るに従って船体は引き絞られ甲板面積は小さくなっている。これは、備砲の射界を船体で狭められずに広い射界を得られることや、当時の装甲配置方式では船体の前後に満遍なく装甲を貼る「全体防御方式」のために船体が短くなればその分だけ装甲を貼る面積が減り、船体の軽量化が出来るという目的に採られた手法である。
本艦の船体形状は前級と同じく乾舷の高い艦首から低い艦尾までなだらかに傾斜する平甲板型船体である。水面部が突出した艦首から艦首甲板に19.4cm単装主砲塔が1基、下部に司令塔を組み込んだ艦橋からミリタリー・マストが立つ。ミリタリーマストとはマストの上部あるいは中段に軽防御の見張り台を配置し、そこに37mm～47mmクラスの機関砲(速射砲)を配置した物である。これは、当時は水雷艇による奇襲攻撃を迎撃するために遠くまで見張らせる高所に対水雷撃退用の速射砲あるいは機関砲を置いたのが始まりである。形状の違いはあれどこの時代の列強各国の大型艦には必須の装備であった。本級のミリタリーマストは3段の装甲化された見張り所があり、中段に4.7cm機関砲が計4基配置され、前後合わせて計8基である。前部マストの後部には2本煙突若干離れて並び、間にはキセル型の通風筒が片舷3本ずつ計6本立っている。2番煙突から単脚式の後部マストまでは艦載艇置き場となっており、2本1組のボート・ダビットが片舷2組の計4組により運用された。後部甲板には19.4cm単装主砲塔が後ろ向きに1基である。船体の舷側部には前級と同じく副砲が砲塔に収められ、13.8cm単装副砲塔を前後ミリタリー･マストの側面と2番煙突の左右で片舷3基ずつ計6基を配置した。

## 同型艦
- アミラル・シャルネ (Amiral Charner)
- ブリュイ (Bruix)
- シャンジー (Chanzy)
- ラトゥーシュ・トレヴィル (Latouche Treville)

## 参考図書
- 「世界の艦船増刊第50集　フランス巡洋艦史」(海人社)